# Дейвид Карадайн
Дейвид Карадайн (на английски: David Carradine) е американски кино и телевизионен актьор. 

## Биография
Карадайн е роден през 1936 година в Холивуд, Калифорния, син е на актьора Джон Карадайн и Абигейл Карадайн. Той е брат на Брус Карадайн и полубрат на Кийт и Робърт Карадайн, които също са актьори.
След едно бурно детство – Карадайн живее в множество интернати и изправителни домове – първоначално той следва музикална теология и композиране в щатския университет на Сан Франциско. В Шекспировата театрална група на института той открива своя интерес към актьорската игра. След като завършва, служи две години в армията. От 1963 г. насам се появява в различни американски телевизионни сериали.
Взема участие в различни кино продукции, като например главната роля във филма на Ингмар Бергман „Змийското яйце“, ролята на Бил във „Убий Бил“ на Куентин Тарантино и като опонент на Чък Норис в „Самотният вълк Маккуейд“ (1983).
Друга негова главна роля е в „Bound for Glory“, филмова продукция за живота на музиканта Уди Гътри.
Карадайн е режисьор на три филма (You and Me, Mata Hari, Americana) и на няколко епизода на телевизионните сериали (Kung Fu, Lizzie McGuire).
Освен на актьорската игра, той се отдава и на писането. От неговите три произведения Spirit of Shaolin – една кунг-фу философия се появява през 2006 г. първо на немски. За сега единствено в американски оригинал е публикувана неговата автобиография Endless Highway, както и The Kill Bill Diary.
Карадайн е изявен защитник на околната среда и живо подкрепя организацията Sea Shepherd в борбата срещу незоконния лов на китове и тюлени.

### Смърт
На 4 юни 2009 г. Дейвид Карадайн е намерен мъртъв в хотелската си стая в Банкок. Причините за смъртта все още не са ясни. Според информация на неговия мениджър по това време Карадайн се занимава със снимането на филма Stretch на френския режисьор Шарл дьо Макс в Тайланд.

### Брачни партньори и деца
- Дона Лий Беч (1960–1968), дъщеря Калиста Карадайн (* 1962)
- Линда Гилбърт (1977–1983), дъщеря Канзас Карадайн (* 1978)
- Гейл Йенсън (1986–1997)
- Марина Андерсън (1998–2001)
- Ани Биърман (от 2004)

От връзката му с Барбара Хърши (1969–1975) се ражда синът му Том Карадайн (* 1972).

## Избрана филмография
| Година | Филм                    | Оригинално заглавие | Роля                              | Режисьор        |
| ------ | ----------------------- | ------------------- | --------------------------------- | --------------- |
| 1969   | Младият Били Йънг       | Young Billy Young   | Джеси Бун                         | Бърт Кенеди     |
| 1972   | Бърта бяга              | Boxcar Bertha       | Големият Бил Шели                 | Мартин Скорсезе |
| 1973   | Дългото сбогуване       | The Long Goodbye    | Дейв/Сократ, съкилийник на Марлоу | Робърт Олтмън   |
| 1973   | Коварни улици           | Mean Streets        | Пияница                           | Мартин Скорсезе |
| 1983   | Самотният вълк Маккуейд | Lone Wolf McQuade   | Роули Уилкс                       | Стиви Карвър    |